# Albert Sarraut
Albert-Pierre Sarraut (Bordeaux, 1872 – Parijs, 1962) was een Frans politicus van de Parti Radical. Sarraut was twee keer premier van de Derde Franse Republiek: in 1933 en 1936. 

## Levensverhaal
Sarraut was van 1912 tot 1914 en opnieuw van 1917 tot 1919 gouverneur-generaal van Frans Indochina. Op 10 juli 1940 stemde Sarraut voor een optekening van een nieuwe constitutie onder leiding van Philippe Pétain. Het betekende in principe het einde van de Franse Derde Republiek en de totstandkoming van Vichy-Frankrijk. Daarna verliet Sarraut de Franse politiek. Nadat zijn broer Maurice in 1943 bij Milice werd vermoord, nam Sarraut de leiding over van de krant La Dépêche de Toulouse. De krant was eigendom van de familie Sarraut.
Sarraut overleed in 1962 in Parijs.

## Kabinet Sarraut I (26 oktober-26 november 1933)
- Albert Sarraut – Premier en minister van Marine
- Albert Dalimier – Vicepresident en minister van Justitie
- Joseph Paul-Boncour – Minister van Buitenlandse Zaken
- Édouard Daladier – Minister van Oorlog
- Camille Chautemps – Minister van Binnenlandse Zaken
- Georges Bonnet – Minister van Financiën
- Abel Gardey – Minister van Economische Zaken
- Eugène Frot – Minister van Arbeid en Sociale Zekerheid
- Jacques Stern – Minister van Scheepvaart
- Pierre Cot – Minister van Luchtvaart
- Anatole de Monzie – Minister van Onderwijs
- Hippolyte Ducos – Minister van Pensioenen
- Henri Queuille – Minister van Landbouw
- Francois Piétri – Minister van Koloniën
- Joseph Paganon – Minister van Publieke Werken
- Émilie Lisbonne – Minister van Volksgezondheid
- Jean Mistler – Minister van Media
- Laurent Eynac – Minister van Commercie en Industrie

## Kabinet Sarraut II (24 januari-4 juni 1936)
- Albert Sarraut – Premier en minister van Binnenlandse Zaken
- Pierre Étienne Flandin – Minister van Buitenlandse Zaken
- Louis Maurin – Minister van Oorlog
- Marcel Régnier – Minister van Financiën
- Ludovic-Oscar Frossard – Minister van Arbeid
- Léon Bérard – Minister van Justitie
- Francois Piétri – Minister van Marine
- Louis de Chappedelaine – Minister van Scheepvaart
- Marcel Déat – Minister van Luchtvaart
- Henri Guernut – Minister van Onderwijs
- René Besse – Minister van Pensioenen
- Paul Thellier – Minister van Landbouw
- Jacques Stern – Minister van Koloniën
- Camille Chautemps – Minister van Publieke Werken
- Louis Nicolle – Minister van Volksgezondheid en Lichamelijke Beweging
- Georges Mandel – Minister van Media
- Georges Bonnet – Minister van Commercie en Industrie
- Joseph Paul-Boncour – Minister van Staat en Permanent Lid van de Volkenbond.

- Bibsys: 90768125
- Bibliothèque nationale de France: cb125108461 (data)
- Gemeinsame Normdatei: 11946036X
- International Standard Name Identifier: 0000 0001 2122 4546
- Library of Congress Control Number: n90639971
- Base Léonore: 19800035/367/49318
- Nationale Bibliotheek van Tsjechië: skuk0001208
- Nationale Bibliotheek van Israël: 987007280919405171
- Nederlandse Thesaurus van Auteursnamen: 159672686
- Système universitaire de documentation: 034343857
- Museum of New Zealand Te Papa Tongarewa: 72276
- Virtual International Authority File: 17329128
- WorldCat: E39PBJr7T9C3cdJ68KPXKcbrv3